# Przewrót (muzyka)

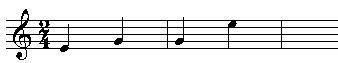
Przewrót interwału tercji małej e1-g1

Przewrót w muzyce może oznaczać przewrót interwału bądź przewrót akordu.

## Przewrót interwału
Przewrót interwału to przeniesienie jednego ze składników o oktawę w dół lub w górę; nowe współbrzmienie dopełnia się z pierwszym do oktawy, z czego wynika, że interwały małe w przewrocie dają interwały wielkie, zmniejszone - zwiększone (i odwrotnie), np. tercja mała e-g w przewrocie da sekstę wielką g-e1.

## Przewrót akordu
Przewrót akordu polega na przeniesieniu najniższego dźwięku akordu o oktawę do góry nad pozostałe dźwięki. Akord występuje w pierwszym przewrocie, zwanym sekstowym, jeśli przeniesiona jest jego pryma (wówczas najniższym składnikiem akordu jest jego tercja), a w drugim, zwanym kwartsekstowym, jeśli nad prymę przeniesiona jest tercja (podstawą akordu wtedy jest jego kwinta) itd. Dotyczy to zarówno akordów w układzie skupionym jak i rozległym. 
Niektóre akordy nie występują w pewnych przewrotach – np. akord nonowy – nie występuje w czwartym przewrocie – związane jest to z jedną z zasad harmonii klasycznej, która mówi, że w akordzie nonowym odległość nony pomiędzy prymą a noną musi być zawsze zachowana.